# تريبتامين
التريبتامين (بالإنجليزية: tryptamine) قَلَوانِيّ أُحادِيِّ الأَمين ينتج عن تمثيل مادة التريبتوفان في اجسام بعض الكائنات الحية مثل النباتات، والفطريات، والحيوانات، وهو عبارة عن بنية هيكلية إندولية، يرتبط كيميائيا بالحمض الأميني تريبتوفان، ومنه اشتق اسمه، ووجدت آثاره في أدمغة الثدييات، ويُعتقد أنه يلعب دورا كمُعَدِّل أو كناقِل عَصَبِيّ، يعمل على إطلاق مادة النورإبينيفرين في النهايات العصبية التي تُؤدي إلى تضيق الشرايين وارتفاع ضغط الدم، ويُشكل الأساس لمجموعة من المركبات التي تعرف باسم التريبتامينات التي لها العديد من الأنشطة البيولوجية بما في ذلك بعض العقاقير.